# Zakaria Draoui
Zakaria Draoui (Hussein Dey, 20 febbraio 1994) è un calciatore algerino, centrocampista dell'MC Alger.

## Carriera

### Club
Ha giocato nei campionati algerino e marocchino.

### Nazionale
È stato convocato per l'Olimpiade 2016, dove ha disputato una partita.

## Palmarès

### Club

#### Competizioni nazionali
- Coppa d'Algeria: 1

CR Belouizdad: 2016-2017

### Nazionale
- Coppa araba FIFA: 1

Qatar 2021